# Кусадзоси
Кусадзоси (яп. 草双紙) — термин, под которым понимаются различные популярные жанры литературы, иллюстрированные гравюрами на дереве, во время японского периода Эдо (1600—1868) и раннего периода Мэйдзи. Эти издания были опубликованы в Эдо (ныне Токио).
В широком смысле, термин «кусадзоси» включает жанры акахон (赤本), аохон (青本), курохон (黒本), кибиоси (黄表紙) и гокан (合巻); в узком смысле он относится только к гокан. Кусадзоси принадлежит к группе популярных художественных произведений, известных, как «гэсаку» (戯作). Одно из самых заметных произведений жанра кусадзоси — «“Деревенский Гэндзи” Псевдо-Мурасаки» (1829—42; 152 выпуска по 10 стр.) Танэхико Рютэй (1783—1842).

## Ранний кусадзоси (до 1775)

### Характеристики раннего кусадзоси
Термин ранний кусадзоси обычно относится к произведениям в жанрах акахон, курохон и аохон, публиковавшимся до 1775 года.
В этот период иллюстрации ценились больше текста. Текст был в основном написан хираганой, хотя также присутствовало немного кандзи. Эти ранние работы не имели большой литературной ценности и были часто вторичны. Тем не менее, они порой представляют интерес для учёных из разных отраслей, так как отражают уникальные взгляды на жизнь, обычаи и интересы обычных людей того времени.
Размер кусадзоси характеризуется термином «тюхон», он похож на современный формат бумаги B6 (128×182 мм). Книжные блоки состояли из листов согнутой пополам бумаги, сложенной вместе, где каждый лист назывался «тё» (丁).
Считается, что эти ранние работы привлекали большое число читателей, особенно они ценились женщинами и детьми.

## Поздний кусадзоси

### Кибиоси
Кибиёси Коикавы Харумати (恋川春町) под названием «Кинкин сэнсэй эйга но юмэ» (金々先生栄花夢) ознаменовал новую эпоху в развитии кусадзоси. Кибиоси развился из раннего аохон, и по факту форма этих двух жанров абсолютно одинаковая. Издания этих жанров условно классифицируются по дате публикации, работы, датированные до 1775 года, относят к аохон, те, что были обубликованы после 1775, — к кибиоси.
На первый взгляд «Кинкин сэнсэй эйга но юмэ» похож на простой пересказ китайской сказки Лу Шэна ((廬生, на японском Росэй), сказки о молодом человеке, уснувшем в Ханьдане, столице Чжао; ему снилось слава, но когда он проснулся, то обнаружил, что пшено рядом с местом, где он спал, даже не начало вариться. Тем не менее, в манере «Романа с ключом» читателю давались визуальные и текстовые ключи, показывающие, что персонажи на самом деле представляют современных людей, таких как актёр кабуки Сегава Кикунодзё (瀬川菊之丞（二世）), и что личная жизни этих людей пародируются.
Это событие, коренным образом изменило развитие жанра кусадзоси. Считается, что с этого времени, произведения данного жанра стали предпочитать читать образованные взрослые мужчины.

### Гокан
«Гокан» — общее название более протяженных произведений, опубликованных, примерно, с 1807 по 1888 года.